# Beth Behrs
Beth Behrs (* 26. prosince 1985 Lancaster, Pensylvánie) je americká herečka. Její nejznámější rolí je Caroline Channing v sitcomu 2 Socky.

## Dětství a dospívání
Narodila se v Lancasteru v Pensylvánii jako starší dcera vysokoškolského administrátora Davida Behrse a učitelky na prvním stupni, Maureen Behrsové. Má o šest let mladší sestru. V roce 1989 se rodina přestěhovala do Lynchburgu ve Virginii a zde Behrs také vyrůstala. Ve věku čtyř let začala vystupovat v divadle a během dospívání hrála ve fotbalovém týmu. Studovala na střední škole E.C. Glass High School.
V patnácti letech se se svou rodinou přestěhovala do Marin County v Kalifornii. V roce 2001 začala navštěvovat střední školu Tamalpais High School a byla přijata do velmi oceňovaného školního divadelního programu. Poté studovala na American Conservatory Theater v
San Franciscu a vystupovala v muzikálu Dangling Conversations: The Music of Simon and Garfunkel a ve hrách Korczak’s Children a A Bright Room Called Day. Její studijní program také zahrnoval klasický zpěv.
V roce 2004 se přestěhovala do Los Angeles, kde studovala herectví na UCLA School of Theater, Film and Television. V roce 2005 ztvárnila Sandy Dumbrowski v Pomádě v divadle Ray of Light Theatre a byla zvolena Miss Marin County 2006. V posledním ročníku na škole začala chodit na konkurzy a v roce 2008 absolvovala s titulem v kritických studiích. Po absolvování jí bylo uděleno ocenění Young Musician's Foundation Vocal Scholarship.

## Herecká kariéra
Její první role přišla ve filmu Prci, prci, prcičky: Kniha lásky, který natáčela od března 2009 sedm týdnů v kanadském Vancouveru. Tento film je sedmým pokračováním filmové série Prci, prci, prcičky. Dále se objevila v nezávislé komedii Adventures of Serial Buddies, která pojednává o nešikovné skupině sériových vrahů a kromě ní ve filmu hrají Christopher Lloyd, Kathie Lee Gifford a Artie Lange. Na konci roku 2010 natočila další nezávislý snímek, s názvem Route 30, Too!.
V roce 2011 se objevila v malých rolích v seriálech Námořní vyšetřovací služba L. A. a Castle na zabití. Ve stejném roce pracovala také jako chůva v Geffen Playhouse ve Westwoodu, když se ucházela o roli v sitcomu 2 Socky a roli nakonec získala po sedmi konkurzových kolech. V sitcomu ztvárňuje Caroline Channing, bohatou dívku z Manhattanu, která je nucena stát se servírkou v brooklynském bufetu poté, co je její otec odsouzen za finanční podvody a je jim odebrán veškerý majetek. Její postava je absolventkou Whartonovy školy, která spolu s cynickou servírkou jménem Max (Kat Dennings) začne podnikat. Seriál produkují komička Whitney Cummings a producent seriálu Sex ve městě, Michael Patrick King. V březnu 2015 získal seriál pátou sérii.
V roce 2013 se objevila v televizní reality show It's a Brad, Brad World a také byla jednou z předávajících na Academy of Country Music Awards. Namluvila roli Carrie Williams v animovaném filmu Univerzita pro příšerky, což je prequel k filmu Příšerky s.r.o. z roku 2001. V roce 2015 se objevila po boku Sally Fieldové a Maxe Greenfielda v nezávislé komedii Hello, My Name Is Doris.

## Osobní život
Byla zasnoubená s hercem Michaelem Gladisem. Společně se objevili v krátkém filmu The Argument, které napsala a režírovala komediální dvojice Holtand-Steele pro webovou stránku Funny or Die. Dvojice se vzala dne 21. července 2018 na ranči Moose Creek v Idaho.

## Filmografie

### Film
| Rok  | Název                            | Role            | Poznámky |
| ---- | -------------------------------- | --------------- | -------- |
| 2009 | Prci, prci, prcičky: Kniha lásky | Heidi           |          |
| 2011 | Adventures of Serial Buddies     | Brittany        |          |
| 2012 | Route 30, Too!                   | Dívka odjinud   |          |
| 2013 | Univerzita pro příšerky          | Carrie Williams | dabing   |
| 2014 | Chasing Eagle Rock               | Deborah         |          |
| 2015 | Hello, My Name Is Doris          | Brooklyn        |          |
| 2022 | Twin Blades                      | bude oznámeno   |          |

### Televize
| Rok             | Název                            | Role                     | Poznámky |
| --------------- | -------------------------------- | ------------------------ | --- |
| 2010            | Námořní vyšetřovací služba L. A. | Kolednice                | Epizoda: „Disorder“ |
| 2011            | Castle na zabití                 | Ginger                   | Epizoda: „Slice of Death“ |
| 2011            | Pěkné drsňačky                   | Regen                    | |
| 2011–2017       | 2 Socky                          | Caroline Wesbox Channing | Nominovaná – Teen Choice Awards pro průlomovou herečku (2012) Nominována – People's Choice Award pro nejlepší televizní dvojici (s Kat Dennings) |
| 2014            | 40th People's Choice Awards      | Sama sebe                | Moderátorka |
| 2015            | Repeat After Me                  | Sama sebe                | 1 epizoda |
| 2016            | Home: Adventures with Tip & Oh   | Moochie                  | dabing |
| 2018            | Teorie velkého třesku            | Nell                     | díl: „The Separation Triangulation“ |
| 2018–současnost | The Neighbourhood                | Gemma Johnson            | hlavní role |